# Diodora lima
Diodora lima là một loài ốc biển, là động vật thân mềm chân bụng sống ở biển thuộc họ Fissurellidae.